# Онесіо Бразилейро Альваренга
Онесіо Бразилейро Альваренга — багатофункціональний стадіон, розташований у районі Сентро міста Гоянія, Бразилія. Також відомий як стадіон «Віла-Нова», або стадіон ОБА. Він використовується в основному для футбольних матчів і приймає домашні матчі футбольного клубу «Віла-Нова». Максимальна місткість стадіону 11 788 осіб.
Він названий на честь Онесіо Бразилейро Альваренги, колишнього гравця та колишнього директора ФК «Віла-Нова», який відповідав за професіоналізацію клубу.